# Jean C. Andrian
Jean C. Andrian (n. 3 mai 1887, Tulcea - m. 6 mai 1945, București), compozitor și dirijor.

## Studii
Absolvent al Liceului “Sf. Sava” din București (1905). Tot în Capitală studiază la Conservatorul de Muzică (cu D. G. Kiriac, Alfonso Castaldi și Petre Elinescu) și Facultatea de Drept (licența în 1914). A funcționat ca excelent profesor de muzică la Școala Medie din Brăila (1912-1913), Liceul “Nicolae Bălcescu” din Brăila (1914- 1935), Liceul de Băieți din Râmnicu Vâlcea (1935-1938) și Liceul “Aurel Vlaicu” din București (1938-1943).

## Activitatea profesională
Dirijor al trupei de operetă “Al. Bărcănescu” din București (1917-1918) și dirijor adjunct al Teatrului de Revistă “Cărăbuș” din București (1918). Ca 20 Toader Buculei animator al vieții muzicale brăilene a reînființat Societatea Filarmonică “Lyra”, a creat Conservatorul de Muzică de pe lângă această societate, a fondat și dirijat asociația Reuniunea Corală Mixtă (1926-1930) și a dirijat Orchestra Filarmonică brăileană (1927-1930). Membru al Societății Compozitorilor Români (1937). A compus lucrări muzicale dintre care menționăm: Contemplation (1908), vals pentru orchestră; Rapsodia brăileană (1929, revizuită în 1937), pentru orchestră; Zburătorii (1941), imn pentru cor și orchestră, versuri de I. U. Soricu; Lăudați pe Domnul (1931), imn pentru cor bărbătesc.